# Maxim M1910
PM M1910 sau Maxim M1910 este o mitralieră grea utilizată de către armata rusă în timpul Primului Război Mondial, în timpul Războiului civil din Rusia și în Al doilea Război Mondial.

## Istorie
Modelul M1910 a fost adoptat în 1910, fiind derivat din mitraliera Maxim. M1910 a fost montat pe un afet cu roți și scut și a fost înlocuit în serviciul sovietic de către modelul SG-43 Goryunov începând din 1943. În plus mitralierele M1910 au fost montate și pe aeronave și nave de luptă.

## Utilizatori
- Rusia
- Uniunea Sovietică
- China
- Polonia
- Bulgaria
- Iran
- Ungaria
- Finlanda
- Estonia
- Turcia
- Vietnam
- Mongolia
- Coreea de Nord
- Coreea de Sud
- Austro-Ungaria
- Spania